# Церковь Святого Фредиана (Пиза)

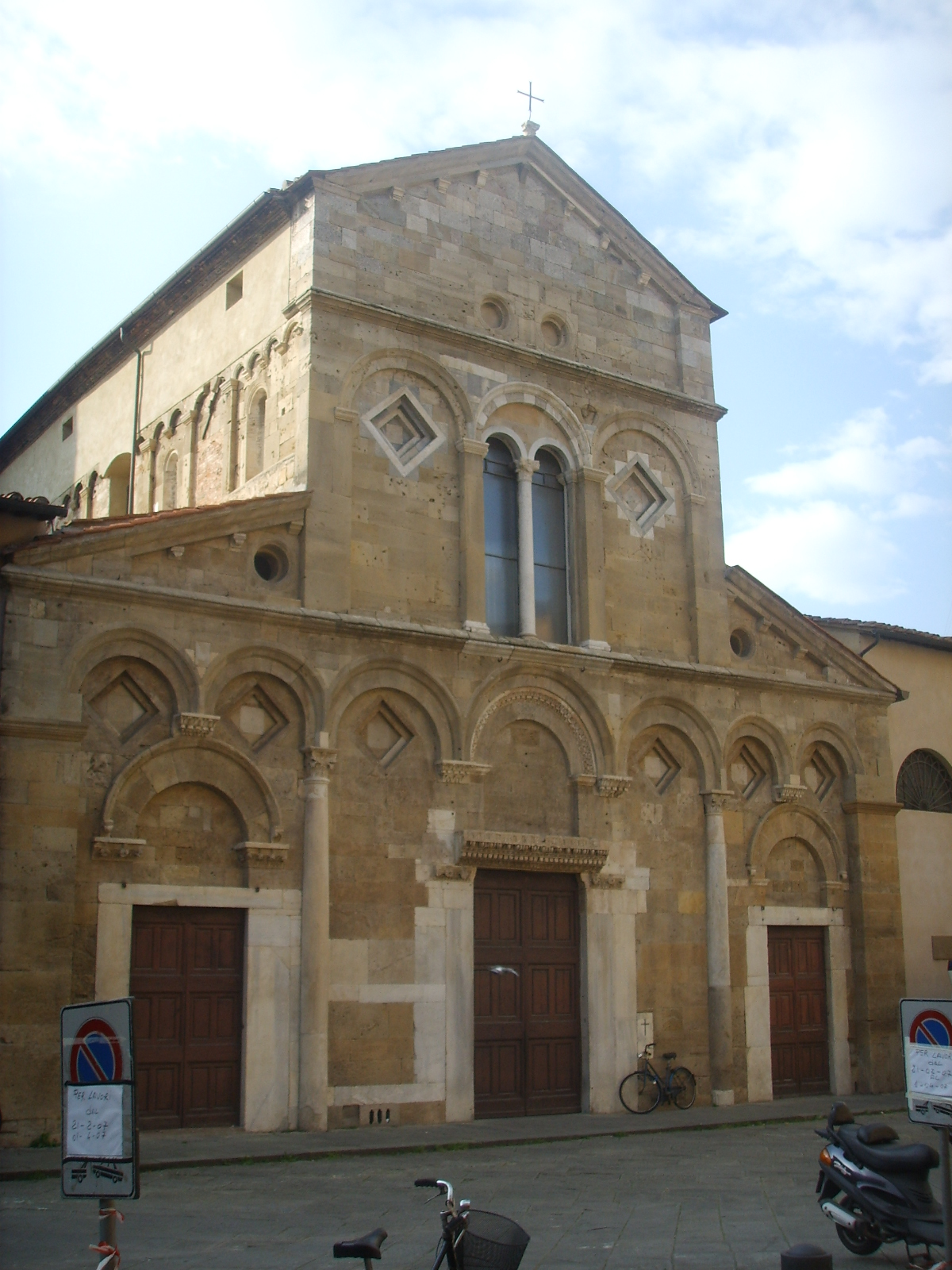
Церковь Сан-Фредиано

Церковь Святого Фредиана (Сан-Фредиано) — римско-католическая церковь в романском стиле в Пизе, Тоскана, Италия. В настоящее время — официальная церковь Пизанского университета.

## История
Существование церкви задокументировано ещё в 1061 году. Основана семьей Баззаккерини-Сисмонди и первоначально посвящена Святому Мартину. Исторически к ней примыкало здание больницы (не сохранилось).
Романский фасад, относящийся к началу XII века, демонстрирует некоторые типичные черты средневековой пизанской архитектуры, такие как слепые аркады, ромбовидные арки и использование бихромных камней (присутствующих также в городском соборе). Верхнюю часть увенчивает большое окно в форме арок.
На фасаде обнаружена нечитаемая надпись, идентичная Пизанской надписи.
Интерьер, несмотря на то, что он был поврежден пожаром в 1675 году, сохранил первоначальный план базилики с центральным нефом и двумя проходами. Мраморные колонны имеют капители, украшенные скульптурными фигурами в романском стиле. В церкви хранится редкий деревянный крест, изображённый на позолоченной панели под названием Распятие и Истории Страстей (XII век), несколько алтарей в стиле барокко и несколько картин XVII века Вентуры Салимбени (Благовещение и Рождество), Аурелио Ломи (Поклонение Богородице). Волхвов), а также фрески Доменико Пассиньяно. Фрески купола были выполнены Рутилио Манетти.
Крепкая колокольня выложена кирпичной кладкой.